# کورت فان د واوور
کورت فان د واوور (انگلیسی: Kurt Van De Wouwer؛ زادهٔ ۲۴ سپتامبر ۱۹۷۱) دوچرخه‌سوار اهل بلژیک است.